# Helmuth Weidling
Helmuth Weidling (Halberstadt, 2 de novembro de 1891 — Vladímir, 17 de novembro de 1955), nascido Helmuth Otto Ludwig Weidling, foi um oficial do Exército alemão (Wehrmacht Heer), durante a Segunda Guerra Mundial. Weidling foi o último comandante responsável pela defesa de Berlim, tentando impedir o avanço do exército soviético sobre a cidade de Berlim, pouco antes do fim da Segunda Guerra Mundial na Europa.

## Início da vida
Weidling nasceu em Halberstadt, na Saxónia-Anhalt. Ele iniciou sua carreira militar em 1911. Durante sua carreira militar, Weidling foi condecorado com a Cruz de Cavaleiro da Cruz de Ferro.

## Campanhas da Polônia, França e Rússia
Em novembro de 1938, Weidling se tornou um coronel (Oberst) do 56º Regimento de Artilharia. Ele lutou com este regimento na campanha polaca de 1939. Em abril de 1940, foi nomeado Comandante de Artilharia do 40º Batalhão de Tanques (XL Panzer Korps). Ele lutou com esse batalhão durante a Batalha de França e durante as fases iniciais da Operação Barbarossa.
Em 1 de janeiro de 1942, ainda na Frente Oriental, Weidling foi nomeado para o comando da 86.ª Divisão de Infantaria. Um mês mais tarde, ele foi promovido ao posto de Major-General. Em 1 de Janeiro de 1943, Weidling foi promovido para o posto de Tenente-General (Generalleutnant).

## 41.º Batalhão de Tanques
Em 15 de Outubro de 1943, Weidling tornou-se o Comandante Geral do 41.º Batalhão de Tanques (XLI Panzer Korps). Ele ficou no comando até 10 de Abril de 1945. Houve uma breve pausa entre 19 de junho de 1944 e 1 de Julho de 1944, quando o Tenente-General (Generalleutnant) Edmund Hoffmeister comandou o batalhão. A Weidling foi dado o comando do 41º Batalhão de Tanques após sua participação na batalha de Kursk (20 de julho a 4 de julho). Dois meses depois de ter sido dado o comando do 41º Batalhão de Tanques, Weidling foi promovido ao posto de General de Artilharia (General der Artillerie).
Em 10 de Abril de 1945, Weidling foi dispensado de seu comando e transferido para a Reserva (Führerreserve), do Alto Comando do Exército (Oberkommando des Heeres ou OKH). Dois dias depois, ele foi nomeado como comandante do 56º Batalhão de Tanques (LVI Panzer Korps). O 56º Batalhão fazia parte do grupo de Gotthard Heinrici.

## 56º Corpo de Exército Panzer
Em 16 de abril, Weidling se preparava para tomar parte na Batalha de Seelow Heights, que fazia parte do conjunto da Batalha do Oder-Neisse. O 56º Corpo Panzer estava no centro com o 101º à sua esquerda, e o 11º  SS à sua direita. Os três fizeram parte do 9º exército do general Theodor Busse, que foi defender as montanhas. No início do dia, Heinrici tinha visto,para seu desespero, que Hitler havia transferido três divisões de tanques do Grupo Vístula para o comando do recém promovido marechal de Campo (Generalfeldmarschall) Ferdinand Schörner.
Até 19 de abril, o exército de Schörner estava entrando em colapso e a posição do Grupo Vístula estava se tornando insustentável. Heinrici foi obrigado a recuar o que restava de suas forças, incluindo o 56.º Corpo. A linha defensiva sobre o Seelow Heights era a última grande linha defensiva fora de Berlim. Com a perda desta posição, a estrada para Berlim seria aberta. Para fugir da total aniquilação, Weidling recuou com o resto do Grupo Vistula.

## Comandante da defesa de Berlim
Em 22 de abril, ditador alemão Adolf Hitler ordenou que Weidling fosse executado por fuzilamento. Hitler acreditava que, como Comandante, Weidling tinha ordenado que seu batalhão recua-se face ao avanço das forças soviéticas. Ordenando uma retirada, ele iria contrariar as ordens de Hitler que proibiam retiradas para Oeste. A ordem de execução acabou por se revelando um equívoco e foi esclarecido antes que Weidling ser executado.
Em 23 de abril, Weidling foi nomeado por Hitler como comandante da defesa de Berlim] Ele substituiu o Tenente-General (Generalleutnant) Helmuth Reymann, coronel (Oberst) Ernst Kaether e o próprio Adolf Hitler. Reymann estava na posição desde 6 de março. Começando 22 de abril, Kaether tinha ficado na posição por menos de um dia. Durante um curto período de tempo, Hitler pessoalmente tomou o controle da defesa de Berlim com o Major-General Erich Bärenfänger como seu adjunto. Weidling foi nomeado por Hitler para defender a cidade de Berlim. Sua missão era lutar até o último homem e jamais se entregar.

## Os defensores
As forças disponíveis para a defesa da cidade incluíam cerca de 45.000 soldados em vários exércitos alemães que foram dizimados. Estas divisões foram complementadas com a força policial Berlim, os rapazes da Juventude Hitleriana, e cerca de 40000 homens idosos do Lar Guard (Volkssturm). O comandante do distrito central foi o Brigadeführer Wilhelm Mohnke. Mohnke tinha sido nomeado para o seu cargo por Hitler e tinha mais de 2000 homens sob seu comando direto. Mais tarde, os soviéticos estimaram o número de defensores em Berlim em 180000. Mas este total foi baseado no número de presos que eles levaram. Os prisioneiros desarmados incluíam muitos homens em uniformes, como o ferroviários, funcionários e membros do Reich.
Weidling organizou as defesas em oito setores designados de "A" até "H". Cada setor foi comandado por um coronel ou um general. Mas a maioria dos generais e coronéis não tinham qualquer experiência em combate. Para a região oeste da cidade foi a 20ª Divisão de Infantaria Motorizada. Ao norte da cidade foi a 9ª Divisão de paraquedistas. A nordeste da cidade foi a Divisão Panzer Müncheberg. Para o sudeste da cidade e ao leste do Aeroporto de Tempelhof foi a 11ª Divisão SS Nordland Panzergrenadier. A reserva de Weidling, a 18ª Divisão Armada de Infantaria, ficou na região central de Berlim.
Em 25 de abril, Weidling ordenou ao General da Reserva (General der Reserve) Werner Mummert, comandante da "Müncheberg" para tomar o comando do alemão 56º batalhão. Weidling ordenou que o comando da "Müncheberg" seria entregue ao coronel (Oberst) Hans-Wöhlermann Oscar. Wöhlermann foi comandante da artilharia de Berlim.
Em 26 de abril, Weildling ordenou que a "Müncheberg" e "Nordland" deveriam atacar no sentido do Aeroporto de Tempelhof e Neukölln. Na primeira, com os seus últimos dez tanques, "Müncheberg" realizou bons progressos surpreendendo os soviéticos. No entanto, eles foram surpreendidos por um feroz ataque surpresa e vários contra-ataques locais, estes foram rapidamente interrompidos pelo avanço da divisão de tanques.

## Bendlerblock
Por volta 26 de abril de 1945, Weidling escolheu como sua sede a sede do antigo exército na Bendlestrasse, o "Bendlerblock", bem equipado com abrigo antiaéreo e perto de Chancelaria do Reich. Dentro do Bendlerblock, as pessoas não sabiam se era dia ou noite.

## Inundações no metrô de Berlim
Cerca de meio dia em 26 de abril, Weidling dispensou Wöhlermann do comando e Mummert foi reintegrado, como comandante da "Müncheberg". Um oficial da "Müncheberg" descrevei assim a noite de 26 de Abril:
"Noite escarlate. Pesado fogo de artilharia. Silêncio misterioso. Do Ministério da Aeronáutica vem notícia de que o Major-General Erich Bärenfänger foi demitido do seu posto de comandante da guarnição de Berlim. Uma hora mais tarde ouvimos falar que o General Weidling é o nosso novo comandante. General Mummert toma o comando do Batalhão de Tanques... "
Tarde da noite de 26 de abril, Weidling se apresentou a Hitler com uma proposta detalhada para uma divisão de Berlim. Quando Weidling terminou, Hitler sacudiu a cabeça e disse: "Sua proposta é perfeita. Mas qual é o ponto disso tudo? Eu não tenho intenções de ficar vagando em torno da floresta. Vou ficar aqui e cair na cabeça de minha tropa. Você, por sua parte, irá prosseguir com a defesa. "
Em 27 de abril, bem cedo pela manhã, Hitler ordenou o alagamento dos túneis e estações do metrô de Berlim para atrasar o avanço soviético. A ordem de Hitler resultou no afogamento de milhares de soldados alemães sob comando da Weidling e civis que tinham se refugiado nos túneis. Em sua agenda, um oficial da "Müncheberg" descreveu assim a inundação:
"Novo posto de comando: estação de metrô de Anhalter. Plataformas e salas de controle parecem um acampamento. Mulheres e crianças acotovelam-se pelos cantos. Outros sentam-se em espreguiçadeiras. Todos ouvem os sons da batalha... De repente, a água começa a verter para a estação. Pessoas lutando em torno das escadas para subir até a rua. Crianças e feridos são abandonados e pisoteados até à morte. A água subiu três metros ou mais e depois começou a descer devagar. O pânico durou horas. Muitos se afogaram. Motivo: Sob as ordens de alguém, engenheiros impediram a vazão do canal entre as pontes de Schoeneburg e Mockern para inundar o túnel do metrô e impedir o avanço russo. Entretanto violentos aconteceram no nível da rua e não no subsolo. Mudar de posição para o metrô de Potsdamer Platz ao final da tarde. Posto de comando no primeiro andar, como túneis ainda debaixo de água. Muitos feridos entre os civis. Uma visão horrível: homens, soldados, mulheres e crianças estavam literalmente colados à parede."
Weidling escreveu o seguinte em seu diário:
"Às 5:00 horas, depois de um violento bombardeio e com um forte apoio aéreo, os russos atacaram ambos os lados da Hohernzollerndamm. A sede da Zona de Defesa estava sob fogo pesado. A conta para os pecados do ano passado tinha chegado.
Potsdamer Platz e Leipzigerstrasse estavam sob pesado bombardeio. Poeira de tijolo e pedra ficavam no ar como um espesso nevoeiro. O carro em que eu estava dirigindo para o Major-General Erich Bärenfänger só poderia avançar lentamente. Os reservatórios estavam prestes a rebentar por todos os lados. Fomos banhados com lascas de pedra. Perto do Castelo paramos o carro e caminhamos a última parte do caminho para a Alexanderplatz.
Em todo lugar as ruas estavam cheias de crateras e alvenaria destruída. Para nos protegermos do pesado bombardeio russo, tivemos que atravessar à Alexanderplatz pelos túneis em pequenos barcos. A população tinha se refugiado no espaçoso nível dois da estação. Massas de pessoas estavam com medo de pé e deitada. Era uma visão terrível...
Durante o dia nós perdemos tanto o aeroporto de Tempelhof como o de Gatow, o que cessou o desembarque de suprimentos aerotransportados. Embora uma pista de aterrissagem de emergência havia sido preparada no Zoológico, apenas pequenas máquinas poderiam desembarcar lá. Até 28 de abril tivemos que deixar de usar esta pista de aterrissagem por causa das profundas crateras. No meu relatório, falei sobre situação e o sofrimento da população e os feridos, e sobre tudo o que eu tinha visto com meus próprios olhos durante o decorrer do dia..."
Até ao final do dia, em 27 de abril, Weidling e as forças sob seu comando em Berlim, encontravam-se completamente isoladas do resto da Alemanha. Como a "Müncheberg" estava envolvida em desesperadas lutas em Wilmersdorf, o cerco de Berlim foi concluído e o resto dos defensores da cidade foram presos. O Serviço Soviético de Informação anunciou que tropas da 1.ª Frente Bielorrussa tinha quebrado uma forte resistência alemã em torno de Berlim e, se aproximado as forças ao leste e ao sul, ligando Berlim ao noroeste de Postdam. Essas ligações isolaram Berlim do mundo exterior. O Serviço Soviético de Informação passou a anunciar que tropas da 1.ª Frente Bielorrussa tomou Gartenstadt, Siemenstadt, e a Estação Ferroviária Goerlitzer em Berlim Oriental.
Quando Weidling descobriu que grande parte da última linha da defesa alemã em Berlim era formada pela Juventure Hitlerista, ordenou a Artur Axmann para desmantelar esta estrutura e combater as formações na cidade. Mas, na confusão, essa ordem nunca foi cumprida. No final, muitos jovens alemães morreram defendendo Berlim.

## Implacável avanço
Em 29 de abril, o Comité Soviético de Informação anunciou que tropas da Primeira Frente Bielorrussa continuavam limpando as ruas de Berlim, ocupavam o setor noroeste de Charlottenburg, na centro a Bismark, a oeste a metade de Moabit, e da parte leste do Schoeneberg. Tropas de ocupação da 1ª Frente ucraniana estavam em Friedenau Grunewald e no noroeste Berlim.
Durante a noite de 29 de abril, o quartel general do Bendlerblock estava agora a poucos metros da linha da frente. Weidling discutiu com seus comandantes a possibilidade de sair para o sudoeste para a ligação com o Exército de Wenck que tinha chegado à aldeia de Ferch, nas margens de Schwielowsee perto de Potsdam. O furo ao cerco estava programado para iniciar na próxima noite às 22:00.
Em 30 de abril, o Comité Soviético de Informação anunciou que tropas da 1ª Frente Bielorrussa capturaram Moabit, a Estação Ferroviária de Anhalter, Joachimsthal ao norte de Berlim, e Neukölln, Marienwerder, e Liebenwalde. Tropas da 1.ª Frente ucraniana ocupavam a parte sul de Wilmersdorf, Hohenzollerndamm, e da Estação Ferroviária Halensee.***)

## O Führerbunker
Em 30 de abril, enquanto as forças soviéticas continuaram a lutar em seu caminho até ao centro de Berlim, o ditador alemão Adolf Hitler casou com Eva Braun no Führerbunker. Hitler e Braun se suicidaram em seguida tomando cianeto. Por instruções, os corpos foram queimados.
Depois, quando Weidling chegou ao Führerbunker, se encontrou com Goebbels, Bormann, e Krebs. Eles o levaram para a sala onde Hitler tinha cometido suicídio. Disseram-lhe que os seus corpos foram queimados e enterrados em uma cratera no jardim. Weidling foi forçado a jurar que não contaria esta notícia à ninguém. Uma tentativa seria feita naquela noite para organizar um armistício, e o General Krebs iria informar o comandante soviético para que ele pudesse informar o Kremlin.
De acordo com a última vontade de Hitler, Joseph Goebbels, o ministro da Propaganda, passou a ser o novo "chefe de Governo" e Chanceler da Alemanha (Reichskanzler). As 3:15 am, Goebbels e Martim Bormann (chefe do Partido Chancelaria) enviou uma mensagem de rádio ao almirante Karl Dönitz informando-o da morte de Hitler. Dönitz foi nomeado como novo "Presidente da República Federal da Alemanha" (Reichspräsident) de acordo com o testamento de Hitler.
Em 1 de maio, poucas horas depois do suicídio de Hitler, Joseph Goebbels enviou Hans Krebs e o Chefe de Pessoal de Weidling, von Dufving, sob uma bandeira branca para conversar com o General Vasily Chuikov. Chuikov, como comandante do Exército Soviético, comandou as forças soviéticas no centro de Berlim. Krebs chegou pouco antes de 4 da manhã, pegando Chuikov de surpresa. Krebs falava russo fluentemente e informou Chuikov de que Hitler e Eva Braun, sua esposa, tinham se suicidado no Führerbunker. Chuikov, que não tinha conhecimento de que havia um bunker sob a Chancelaria do Reich ou que Hitler era casado, calmamente disse que já sabia. Os soviéticos não estavam dispostos a aceitar outra coisa senão a rendição incondicional. Krebs não foi autorizado por Goebbels para concordar com uma rendição incondicional.
O encontro entre Krebs e Chuikov terminou sem acordo. Segundo Traudl Junge, que era a secretária pessoal de Hitler, Krebs voltou ao bunker "desgastado". A rendição de Berlim foi, assim, adiada até ao suicídio de Goebbels.
No final da tarde de 1 de maio, os filhos de Goebbels foram envenenados por Magda. Às 20h30m Goebbels ordenou que um guarda da SS o acompanhasse ao jardim da Chancelaria do Reich. Ele também ordenou ao guarda para disparar sobre ele e sobre a sua esposa, e para queimar os corpos.
Agora era Weidling que iria negociar com os soviéticos.

## Rendição a Chuikov
Em 2 de maio, o general Weidling ordenou que seu Chefe de Estado-Maior, von Dufving, marcasse uma reunião com o General Chuikov. Weidling e Chuikov reuniram-se e tiveram a seguinte conversa:
- Chuikov: "Você é o comandante da guarnição de Berlim?"
- Weidling: "Sim, eu sou o comandante do 56.º Batalhão de Tanques."
- Chuikov: "Onde está Krebs?"
- Weidling: "Eu o vi ontem na Chancelaria do Reich. Acho que ele cometeu suicídio. Inicialmente ele (Krebs) me criticou por iniciar uma rendição não oficial ontem. A ordem de rendição foi emitida hoje."

O General soviético Vasily Sokolovsky imediatamente perguntou:
Sokolovsky: "Para onde foram Hitler e Goebbels?"
A questão surpreendeu Weidling, mas ele manteve a sua voz calma e respondeu:
Weidling: "Sei apenas que Goebbels e sua família iriam cometer suicídio. O Führer tomou veneno em 30 de abril. Sua esposa também."
Chuikov: "Você viu ou ouviu isso?"
Weidling: "Eu estava na Chancelaria do Reich na noite de 30 de abril. Krebs, Bormann, e Goebbels me contaram isso."
Chuikov: "Então a guerra acabou?"
Weidling: "Acho desnecessário mais mortes... Uma loucura."
Sokolovsky pergunta novamente:
Sokolovsky: "Emita uma ordem de rendição de forma relativamente completa, a fim de que não haja resistência em alguns setores. Melhor tarde do que nunca."
Weidling: "Não temos nem munições nem armas pesadas. Portanto resistência não pode durar muito tempo. Todos os alemães estão confusos, e eles não vão acreditar em mim quando disser que o Führer está morto."
Chuikov: "Escrever uma ordem de capitulação. Então vai ficar com sua consciência tranquila."
Chuikov e Sokolovsky pediram a Weidling que anuncie a rendição por escrito. Abaixo está a ordem escrita por Weidling:
"Em 30 de abril de 1945, o Führer cometeu suicídio, e, portanto, abandonou todos aqueles que juraram lealdade a ele. De acordo com a ordem do Führer, vocês soldados alemães teriam que lutar por Berlim até a escassez de munição e apesar da situação geral o que torna ainda mais significativa a nossa resistência. Ordeno o cessar fogo imediato da resistência. Weidling, General de Artilharia, antigo Comandante da defesa de Berlim "
Chuikov e Sokolovsky revisaram o que Weidling tinha escrito e a conversa continuou.
Chuikov: "Não é preciso dizer 'antigo'. Você ainda é o comandante."
Weidling: "Jawohl! Como ela deve ser dirigida, como um apelo ou uma ordem?"
Chuikov: "Uma ordem".
O encontro entre Weidling e Chuikov terminou às 8h23m, em 2 de maio de 1945. Mais tarde, nesse mesmo dia, com o auxílio de alto falantes Weidling anunciou a rendição alemã e cópias da sua ordem foram distribuídas para os demais defensores. Com a exceção de áreas dispersas da resistência e dos esforços desesperados para sair, a Batalha de Berlim tinha acabado.
As forças soviéticas levaram Weidling em custódia como prisioneiro de guerra para a União Soviética. Ele nunca retornou vivo à Alemanha.

## Pós-Guerra
Em 27 de fevereiro de 1952, o Exército Soviético sentenciou Weidling a 25 anos de prisão. Ele morreu em 17 de novembro de 1955 sob custódia da KGB em Vladimir. Os arquivos da KGB indicam que Weidling morreu de "esclerose cardíaca e arterial seguida de um colapso circulatório".

## Cultura Popular
O ator Michael Mendl interpretou o General Helmuth Weidling no filme Der Untergang (2004).

## Carreira

### Condecorações
| Cruz de Ferro 2.ª Classe           |                         |
| Cruz de Ferro 1.ª Classe           |                         |
| Cruz de Cavaleiro da Cruz de Ferro | 15 de janeiro de 1943   |
| Folhas de Carvalho n.º 408         | 22 de fevereiro de 1944 |
| Espadas n.º 115                    | 28 de novembro de 1944  |